# Achmylovokulturen
Achmylovokulturen  eller Akozinokulturen är en sen bronsålders- och tidig järnålderskultur vid centrala Volgaflodens vänstra strand. Den dateras till  ungefär 1000-300 f.Kr. Kulturen har utövat ett betydande inflytande på Finland och Mellansverige vilket främst kommer till uttryck genom yxor av Akozino-Mälartypen.

## Bakgrundshistoria
Textilkeramikkulturen formades i övre Volgaområdet omkring 1900 år f.Kr. Den fusionerade med Volosovokulturen och Fatjanovokulturen och med ett visst inflytande av Abasjevokulturen och strax efteråt med ett starkt inflytande 1800–1700 f.Kr. av Pozdnyakovokulturen (som möjligen är relaterad till tidig protoiransk historia). Textilkeramik spreds över ett mycket stort område mot norr och nordöst vilket omfattade delar av Finland och norra Sverige samt även de baltiska staterna. Det har gjorts tolkningar att denna textilkeramikkultur bars av folk som talade finsk-ugriska språk men det är inte säkert belagt. Kosmenko menar att textilkeramikkulturen sammansmälte med Ananjinokulturen och att det är svårt att veta vilka språk olika kulturer talade. Asko Parkola är säkrare i sina tolkningar om den senare Achmylovokulturen, som han menar var  den kultur som förde finsk-ugriska språk till de nordiska länderna.
Omkring 1000 f.Kr. expanderade den så kallade Netted Warekulturen österut mot mellersta Volga till området vid Okas och Vjatkas mynningar. Mellersta Volga hade fram till denna tid bebotts av Chirkovokulturen (som existerade 1800–700 f.Kr.). Resultatet av sammansmältningen av Volosovokulturen med Balanovokulturen och eliten av Abasjevokulturen, som hade förenats för att behärska de rika metallfyndigheterna i området. Då Netted Warekulturen kom till mellersta Volgaområdet behärskades området av ett starkt inflytande av den då mäktiga Ananjinokulturen i det närbelägna Vyatka-Kama-området, som var berömt för sin metallurgi.

## Achhmylovokulturens särdrag
Det slutliga resultat var bildandet av Akozinokulturen eller Achhmylovokulturen (cirka 1000–300 f.Kr.). Kulturen utmärkes av tre speciella kännetecken:
(1) textilkeramik. 
(2) Holkyxor av Akozino-Mälar-typen, som tillverkades i en speciell metallurgisk utrustning olik den som Ananjinokulturen använde. 
(3) Begravningsseder som omfattade gravgåvor av Akozino-Mälaryxor och andra specifika vapen. 
Akozinofolket kan ha anlänt till mellersta Volga från mellersta Oka, där Mladshij Volosovo-gravfältet är nära i sina former med Akozino gravfälten i sitt begravningssätt och gravgods (Kuz’minykh 2006: sidan 77). Christian Carpelan har bekräftat att detta senare gravfält innehöll en yxa från Lausitzkulturen i Polen, som han ser som den modell som användes vid tillverkningen av Akozino-Mälaryxor som inte har Ananjinokulturens yxor som prototyp.

## Gravfält i Akozino och Achmylovo
Gravfälten Akozino och Achmylovo vid mellersta Volga grävdes ut under 1950- och 1960-talen. Mellan 250 och 300 holkyxor av  Akozino-Mälartypen  har nu påträffats i Volga-Kama regionen. Synen att yxan var av skandinaviskt ursprung har fått överges. (Kuz’minych 1996; Meinander 1985). Istället för en kolonisation av pälshandlare från Mälardalen in i Ryssland har man börjat diskutera ryskt inflytande i Mälardalen. Bilden är komplicerad menar Sergej Kuz’minych. Akozino-Mälartypen utgörs av flera varianter med överlappande utbredning vilket gör frågan svårutredd. 